# Ахат

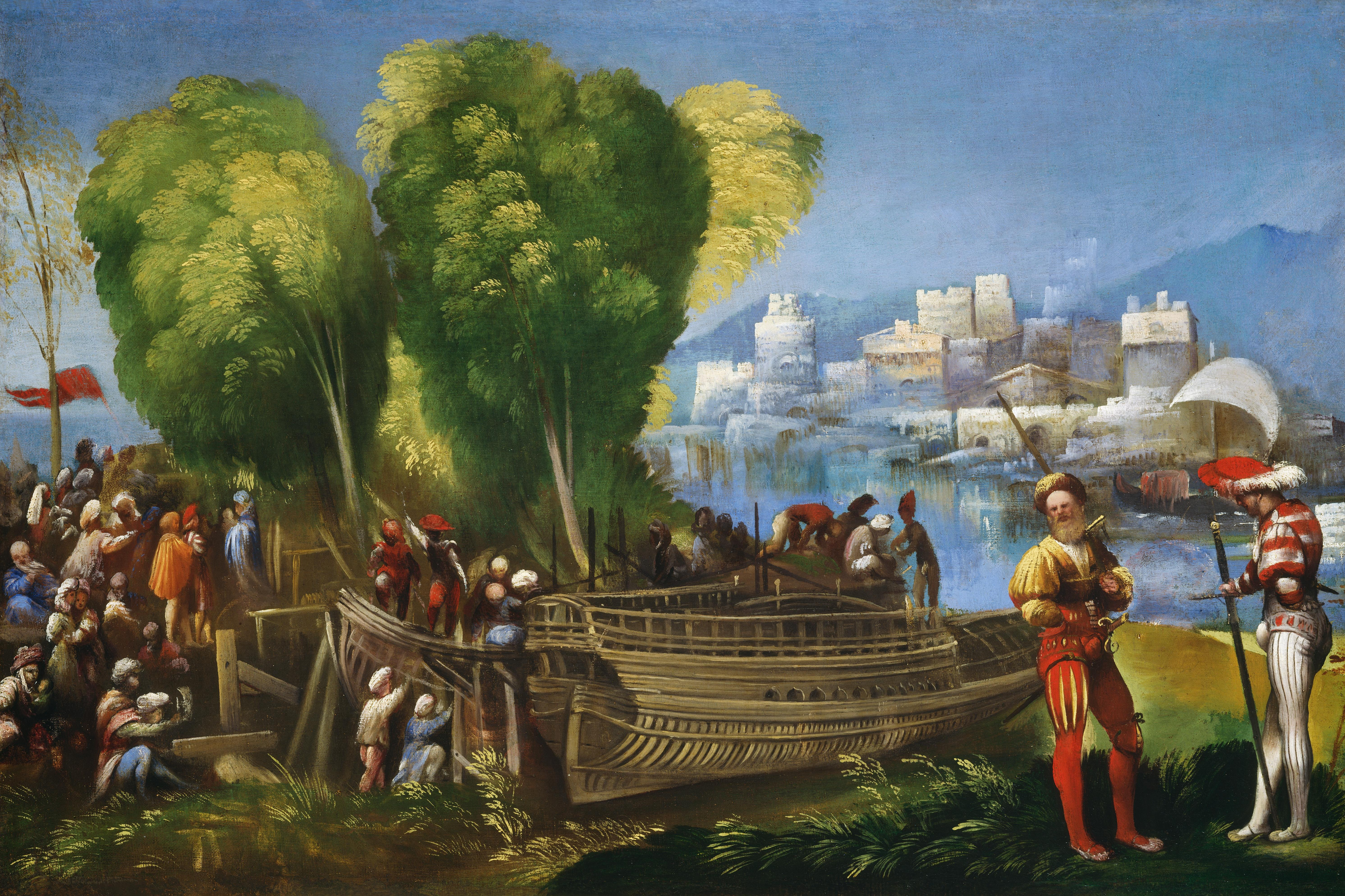
Еней та Ахат

Ахат (грец. Achates) — хоробрий троянець, супутник, товариш і зброєносець Енея. Часто згадується в «Енеїді».
Переносно — вірний друг.